# Мессьє 26
 Мессьє 26 (також відоме як М26 та NGC 6694) є розсіяним скупченням в сузір'ї Щита.

## Історія відкриття
Скупчення було відкрито Шарлем Мессьє 20 червня 1764.

## Цікаві характеристики
М26 простягається на 22 світлових років у поперечнику, перебуваючи на відстані 5000 світлових років від Землі.
Найяскравіша зірка скупчення має зоряну величину 11,9.
Його вік оцінюється в 89 мільйонів років.
Цікавою властивістю М26 є область з низькою щільністю зірок біля його ядра. Можливо це викликано наявністю темної хмари міжзоряної речовини, що знаходиться між нами і скупченням.

## Спостереження

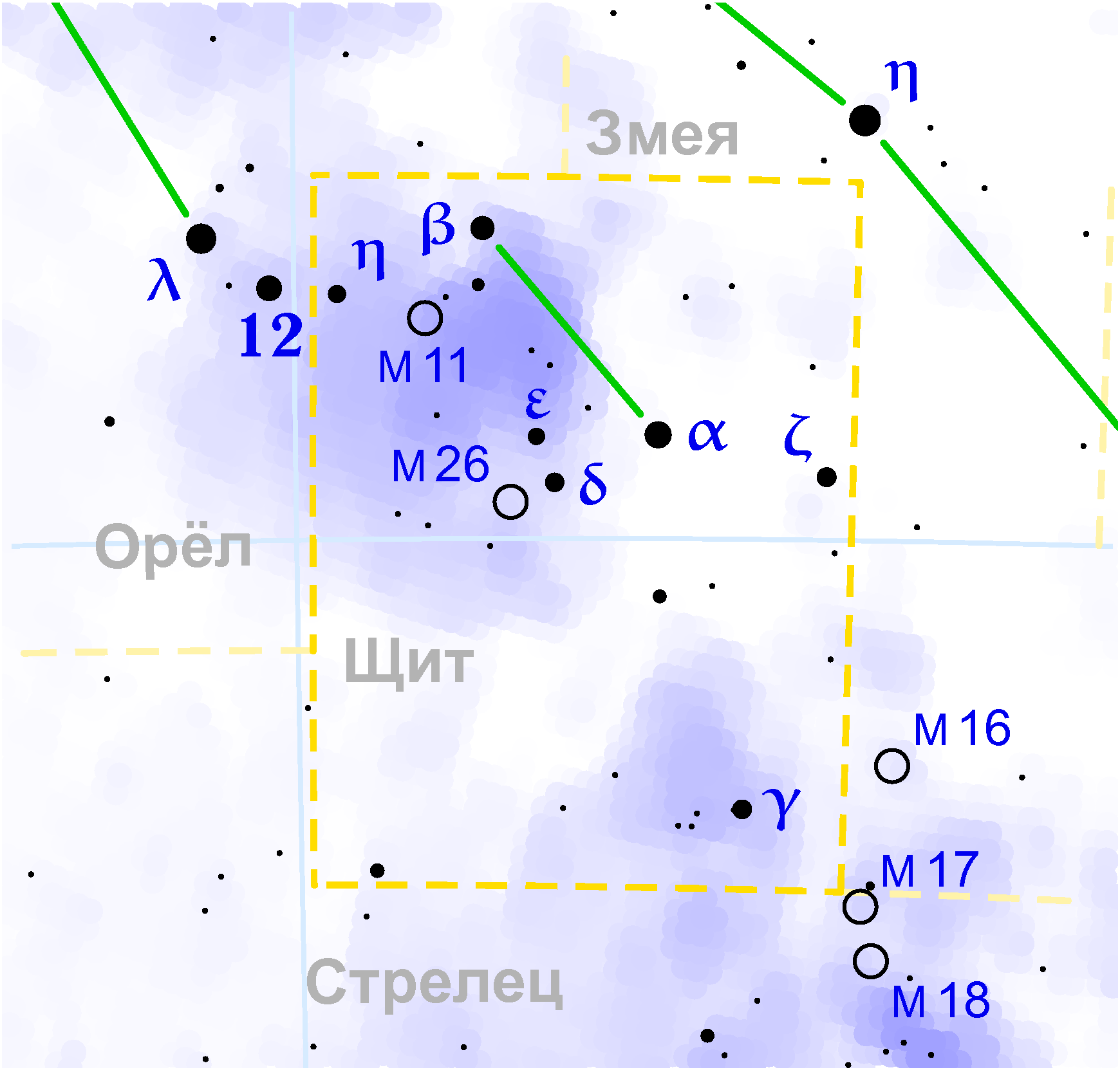
Розсіяне скупчення M26 в сузір'ї Щита

Це літнє розсіяне скупчення розташоване в центральній частині Щита. Щит названий так за формою хмари Чумацького Шляху в цій частині неба. І на тлі безлічі зірок виділити це невиразне скупчення не дуже просто. У помірної апертури телескоп на місці скупчення можна бачити четвірку зірок у формі несиметричного ромба і до двох десятків тьмяних зірок поза ним. Частина з цих зірок утворюють ланцюжки які відходять «хвостами» від яскравішої четвірки.

### Сусіди по небу з каталогу Мессьє
- М11 — (на північ) розсіяне скупчення «Дика Качка», багате та яскраве;
- М16 і М17 — (на південь у стику Щита, Стрільця і Змії) пара яскравих туманностей: «Орел» і «Омега»;

### Послідовність спостереження в «Марафоні Мессьє»
… М11 → М39 →М26 → М16 → М17 …

## Навігатори
Координати:  18г 45.2м 00с, +09° 24′ 00″